# Duerne
Duerne ist eine französische Gemeinde mit 842 Einwohnern (Stand 1. Januar 2022) im Département Rhône in der Region Auvergne-Rhône-Alpes. Sie gehört zum Arrondissement Lyon und zum Kanton Vaugneray.

## Nachbargemeinden
Nachbargemeinden von Duerne sind Montromant im Norden, Saint-Martin-en-Haut im Osten, La Chapelle-sur-Coise im Südwesten, Aveize im Westen und Saint-Genis-l’Argentière im Nordwesten.

## Bevölkerungsentwicklung
| Jahr                       | 1962 | 1968 | 1975 | 1982 | 1990 | 1999 | 2013 |
| Einwohner                  | 543  | 554  | 526  | 570  | 604  | 660  | 786  |
| Quellen: Cassini und INSEE |      |      |      |      |      |      |      |

## Sehenswürdigkeiten
- Aquädukt der Brévenne

## Persönlichkeiten
- Antoine Du Verdier (1544–1600), gestorben in Duerne, französischer Humanist
- John Stephen (Jean Étienne) Bazin (1796–1848), geboren in Duerne, Bischof von Vincennes (Indiana)
- Philippe Thomas (1843–1910), geboren in Duerne, Entdecker der tunesischen Phosphat-Vorkommen